# Amphionthe dejeani
Amphionthe dejeani là một loài bọ cánh cứng trong họ Cerambycidae.